# Ferry de Goey
Ferdinandus Martinus Maria (Ferry) de Goey (Willemstad, 29 juli 1959 − 22 juli 2018) was een Nederlands bedrijfshistoricus verbonden aan de Erasmus Universiteit Rotterdam.

## Biografie
De Goey studeerde geschiedenis en geografie te Nijmegen, en vervolgens maatschappijgeschiedenis te Rotterdam waar hij in 1985 zijn doctoraal behaalde. Hij promoveerde in 1990 op Ruimte voor industrie. Rotterdam en de vestiging van industrie in de haven 1945-1975. Vervolgens trad hij in dienst van de Erasmus Universiteit Rotterdam waar hij zich met bedrijfsgeschiedenis en ondernemers bezig hield. Hij was onder andere tussen 1994 en 2002 redacteur van het Jaarboek voor Geschiedenis van Bedrijf en Techniek en de opvolger NEHA Jaarboek voor Economische, Bedrijfs- en Techniekgeschiedenis, de laatste vier jaar als hoofdredacteur. Hij was mede-leidinggevende aan het onderzoeksproject over de havenconcurrentie tussen Rotterdam en Antwerpen waarvan hij het eindresultaat in 2004 redigeerde. Hij publiceerde of werkte mee aan meer dan honderd publicaties op zijn vakgebied.
Dr. F.M.M. de Goey overleed in 2018, een week voor zijn 59e verjaardag.

### Eigen werk
- Geen woorden, maar daden! Het Rotterdamse politieke klimaat. Analyse van de invloedsrelatie tussen het bedrijfsleven en de lokale overheid met betrekking tot het havenbeleid van de gemeente Rotterdam. 1945-1960. Rotterdam, [1985] (docoraalscriptie).
- Ruimte voor industrie. Rotterdam en de vestiging van industrie in de haven 1945-1975. Delft, 1990 (proefschrift).
- PUEM 75 jaar 'bron van licht en welvaart'. Uitgegeven ter gelegenheid van het 75-jarig bestaan van de Provinciale Utrechtse Elektriciteits Maatschappij N.V. (1916-1991). Utrecht, [1991].
- De AA als accountant voor het MKB. Ontstaan en ontwikkeling van een beroep. [Deventer], 1999.
- [co-auteur] Rotterdam. Cargo handling technology 1870-2000. [Zutphen]/Eindhoven, 2000.
- [co-auteur] Ondernemers in Nederland. Variaties in ondernemen. Amsterdam, 2008.
- Consuls and the institutions of global capitalism, 1783-1914. London, 2014.

### Redactie
- Vaart op Insulinde. Uit de beginjaren der Rotterdamsche Lloyd NV, 1883-1914. Rotterdam/Hilversum, 1991.
- Entrepreneurs and institutions in Europe and Asia 1500-2000. Amsterdam, 2002.
- Comparative port history of Rotterdam and Antwerp (1880-2000). Competition, cargo and costs. Amsterdam, 2004.
- American firms in Europe. Strategy, identity, perception and performance (1880-1980). Genève, 2009.